# Bart Leysen
Pour les articles homonymes, voir Leysen.
Bart Leysen (né le 10 février 1969 à Herentals) est un coureur cycliste et directeur sportif belge.

## Biographie
Professionnel de 1991 à 2003, Bart Leysen a notamment remporté le Grand Prix E3 et la Coupe Sels en 1995. Employé principalement comme coéquipier sur les courses flandriennes, il a terminé 8e de Paris-Roubaix 1998 avec l'équipe Mapei, complétant le triplé de Franco Ballerini, Andrea Tafi et Wilfried Peeters. Il est actuellement directeur sportif de l'équipe Lotto-Soudal.
Il a été mécanicien de l'équipe Quick Step (2003-2004), puis responsable des mécaniciens des équipes Davitamon-Lotto, Predictor-Lotto et Silence-Lotto pendant quatre ans. Il est directeur sportif au sein de l'équipe Katusha de 2009 à 2011, puis au sein de l'équipe Lotto de 2012 à 2019. Depuis 2020, il est directeur sportif de son fils Senne, mais aussi de Mathieu van der Poel, Jasper Philipsen et anciennement Tim Merlier, au sein de l'équipe cycliste belge Alpecin-Deceuninck.

## Palmarès et résultats

### Palmarès amateur
- 1985
  - 2e du Circuit Het Volk débutants
- 1986
  - 2e du championnat de Belgique du contre-la-montre juniors
  -  Médaillé de bronze du championnat du monde sur route juniors
- 1988
  - 2e du Duo normand (avec Peter Verbeken)
  - 3e du Tour de Liège
- 1989
  - 2e du championnat de Belgique du contre-la-montre amateurs
  - 2e du Tour du Limbourg amateurs
- 1990
  - Flèche ardennaise
  - 8e étape du Tour du Hainaut

### Palmarès professionnel
- 1991
  - Omloop van de Westkust
- 1992
  - Circuit des frontières
- 1993
  - Grand Prix Briek Schotte
  - 2e de Cholet-Pays de Loire
  - 3e du Tour de Vendée
- 1994
  - 3e du Tour de la Haute-Sambre
- 1995
  - Grand Prix E3
  - Coupe Sels
- 1998
  - 3e du Grand Prix de l'Escaut
  - 8e de Paris-Roubaix

### Résultats sur les grands tours

#### Tour de France
3 participations
- 1998 : 92e
- 1999 : 133e
- 2001 : abandon (13e étape)

#### Tour d'Espagne
2 participations
- 1995 : 78e
- 1996 : 77e